# نشان مقدس شاهزاده دانیال مسکو
نشان شاهزاده مقدس دانیال مسکو (روسی: Орден святого благоверного князя Даниила Московского) که از آن با عنوان نشان سنت دانیال نیز یاد می‌شود، یک جایزه معتبر در کلیسای ارتدکس روسیه است که به نام «دانیال الکساندروویچ» معروف به «دانیل مسکو» (Daniel of Moscow)، جوان‌ترین پسر الکساندر نوسکی و یکی از قدیسان و شاهزادگان روسیه در قرن ۱۳ میلادی، نامگذاری شده است. این نشان در سال ۱۹۸۸ میلادی به منظور تقدیر از افراد یا گروه‌هایی که خدمات قابل توجهی به جامعه و کلیسای ارتدکس روسیه داده‌اند، ایجاد شد.
نشان سنت دانیال در سه درجه اعطا خواهد شد، که درجه اول بالاترین سطح آن به شمار می‌رود و معمولاً شامل تصویری از شاهزاده دانیل مسکو یا نمادهای مرتبط با او است. این نشان یکی از جوایز مهم کلیسایی در روسیه به شمار می‌رود و دریافت آن نشان‌دهنده احترام و قدردانی کلیسای ارتدکس روسیه از فعالیت‌های فرد یا گروه مورد نظر است.
این نشان می‌تواند به روحانیون، افراد غیر روحانی و در موارد خاص، به سازمان‌ها به خاطر خدماتشان در احیای زندگی معنوی در روسیه اعطا شود.

## تاریخچه
این نشان در ۷ دی ماه ۱۳۶۷ خورشیدی (۲۸ دسامبر ۱۹۸۸ میلادی) توسط پاتریارک پیمن یکم (سرگئی میخایلویچ ایزوکوف) به عنوان پاتریارک مسکو و تمام روسیه در آن زمان، و شورای مقدس کلیسای ارتدکس روسیه ایجاد شد. هدف از تأسیس این نشان، گرامیداشت هزارمین سالگرد غسل تعمید روسیه (پذیرش مسیحیت در روسیه) و اعطای نشانی به افرادی که در زمینه‌های مذهبی، فرهنگی، بشردوستانه یا اجتماعی فعالیت داشته و به کلیسای ارتدکس روسیه خدمت کرده‌اند، است. پذیرش مسیحیت در روسیه به عنوان یک رویداد تاریخی در سال ۹۸۸ میلادی به وقوع پیوسته و کلیسای ارتدکس روسیه آن را به عنوان نقطه عطفی در تاریخ خود قلمداد می‌کند.

## دریافت‌کنندگان برجسته
- دانیل گرانین - نویسنده روس و برنده جایزه دولتی اتحاد شوروی در حوزه ادبیات
- لئونید گوربنکو - استاندار فقید استان کالینینگراد
- میکائیل آجاپاهیان - اسقف اعظم کلیسای حواری ارمنی
- دانیل نوشیرو (متروپولیتن دانیل) - مقام ارشد کلیسای ارتدوکس ژاپن
- آدولف سولومونویچ شایویچ - یکی از برجسته‌ترین خاخام‌های یهودی ارتدکس روس و خاخام کنیسای کرال مسکو
- نیکولای کارپف - دارنده مدال المپیک زمستانی برای اتحاد جماهیر شوروی، شهروند افتخاری و نخستین شهردار منتخب مردم سوچی
- آناتولی کارپف - قهرمان چندین دوره شطرنج جهان
- الهام علی‌اف - چهارمین رئیس‌جمهور کشور جمهوری آذربایجان
- میخائیل پروخوروف - الیگارش و سیاستمدار روسی-اسرائیلی
- ویکتور یانوکویچ - چهارمین رئیس‌جمهور اوکراین و رهبر «حزب مناطق» اوکراین
- ایگور نیکولایویچ اسمیرنوف - سیاستمدار اهل روسیه و نخستین رئیس‌جمهور جمهوری پریدنستروی مولداوی (ترانس‌نیستریا)
- والری گرگیف - رهبر ارکستر تئاتر ماریینسکی و برنده جایزه‌های مختلف هنری نظیر هنرمند مردمی فدراسیون روسیه
- نورسلطان نظربایف - اولین رئیس‌جمهور جمهوری قزاقستان و رهبر «حزب امانت (نور اوتان)» قزاقستان
- مینتیمر شایمیف - اولین رئیس‌جمهور جمهوری تاتارستان[۱]